# Matúš Čonka
Matúš Čonka (Košice, 15 ottobre 1990) è un calciatore slovacco, difensore dello Template:Calcio Slavoj Boleraz.

## Caratteristiche tecniche
È un terzino sinistro.

## Carriera

### Club
Cresciuto nelle giovanili del VSS Košice, ha esordito il 18 luglio 2009 in occasione del match pareggiato 0-0 contro il Dukla B.B.

### Nazionale
Dopo aver giocato anche nelle nazionali giovanili slovacche Under-19 ed Under-21, nel 2017 ha esordito in nazionale maggiore.

## Palmarès

### Club

#### Competizioni nazionali
- Campionato slovacco: 1

Spartak Trnava: 2017-2018
- Coppa di Slovacchia: 1

Spartak Trnava: 2018-2019